# ʿAyn Defla
ʿAyn  Defla (in arabo عين الدفلى‎?) è una città dell'Algeria, capitale dell'omonima provincia.

## Gemellaggio
- Rezé, dal 1985